# Actinocucumis
Genre
Actinocucumis est un genre d'holothuries (concombres de mer) abyssales de la famille des Cucumariidae. 

## Liste des espèces
Selon World Register of Marine Species (9 mars 2015) :
- Actinocucumis chinensis Liao & Pawson, 2001
- Actinocucumis donnani Pearson, 1903
- Actinocucumis solanderi O'Loughlin in O'Loughlin & al., 2014
- Actinocucumis typica Ludwig, 1875